# Binaire à vents en collision
Une binaire à vents en collision est un système binaire d'étoiles dans lequel les deux membres sont des étoiles massives qui émettent des vents stellaires puissants et entraînés radiativement. L'endroit où ces deux vents entrent en collision produit un fort front de choc qui peut provoquer une émission d'ondes radios, de rayons X et éventuellement de rayonnement synchrotron. La compression du vent dans la région du choc d'étrave entre les deux vents stellaires permet la formation de poussière. Lorsque cette poussière s'écarte de la paire en orbite, elle peut former une nébuleuse en forme de moulin à vent de poussière en spirale. De tels moulins à vent ont été observés dans l'amas du Quintuplet.

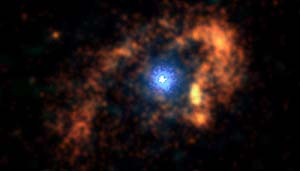
Une image composite optique / rayons X d'Eta Carinae et de sa nébuleuse environnante prise par le télescope spatial Chandra et le télescope spatial Hubble. La partie intérieure bleue de la nébuleuse est une émission optique, alimentée par la collision des vents d'Eta Carinae et de son compagnon invisible. Crédit : Chandra Science Center et NASA.

L'archétype d'un tel système binaire à vents en collision est WR 140 (HD 193793), qui consiste en une étoile Wolf-Rayet de 20 masses solaires en orbite autour d'une étoile de la séquence principale de classe spectrale O4-5 de 50 masses solaires tous les 7,9 ans. L'excentricité orbitale élevée de la paire permet aux astronomes d'observer les changements des vents en collision à mesure que leur séparation varie,. Eta Carinae, l'un des objets les plus lumineux de la Voie lactée, est un autre exemple important de binaire à vents en collision. Le premier système binaire à vents en collision à avoir été détecté dans la bande des rayons X à l'extérieur de la Voie lactée est HD 5980, situé dans le Petit Nuage de Magellan.